# 大路恵美
大路 恵美（おおじ めぐみ、1975年9月27日 - ）は、日本の女優。本名同じ。
兵庫県加古川市出身。株式会社TAP所属。
加古川市立氷丘小学校、加古川市立氷丘中学校、日出女子学園高校、亜細亜大学経営学部卒。

## 略歴
- 1989年、養成所主催のオーディションでスカウトされ芸能界入り。
- 1990年、西武百貨店夏キャンペーンのCMにてデビュー。
- 1991年、ビクター・甲子園ポスターキャンペーンモデルに起用される。
- 1993年、フジテレビ系の月9ドラマ・『ひとつ屋根の下』にて二女・小梅役を演じた。
- 1995年、映画「ひめゆりの塔」に出演。
- 1997年、NHK連続テレビ小説「あぐり」に出演。
- 2009年、映画「ふるさとをください」に映画初主演。
- 2021年、マネージメント事務所を株式会社TAPへ移籍。

## 人物
身長158cm、血液型B型。
特技は琴、日舞、殺陣。
弟妹が多く（５人きょうだい）、子供の頃からよく手伝いをしていたことがきっかけで料理好きになり、中学時代は調理部の部長だった。また、演劇部に所属し、日々、一生懸命部活動に励んでいたという。
映画『ひめゆりの塔』に出演した際、平和について考えるようになり、毎年原水協系の原水爆禁止世界大会に賛同のメッセージを寄せている。2002年には有事法制反対アピールの賛同者43人の一人として、2003年にはイラク派兵反対アピールの賛同者50人の一人として、2011年には原発ゼロをめざす7.2緊急行動に多数の賛同者の一人としてそれぞれ名を連ねるなど、平和や反戦、反核に高い意識を持っている。
1991年にポスターモデルをつとめた縁でビクターから歌手デビューの予定があったが、諸事情から中止となった。

## 出演

### 連続ドラマ
- お父さん（1990年10月-12月、日本テレビ） - 中村倫子 役
- 先生のお気に入り（1991年6月-9月、TBS） - 吉田真紀 役
- 妻たちの劇場「白いシャツの女」（1992年2月-4月、フジテレビ）
- あの日の僕をさがして（1992年4月-6月、TBS） - 田中緑 役
- 悪いこと 第7話（1992年6月4日、フジテレビ）
- NIGHT HEAD（1992年、フジテレビ） - 谷口良実 役
- 柴門ふみセレクション 第4話「さっきまでパパがいた」（1992年11月2日、テレビ朝日）
- 花王・愛の劇場「天国からもういちど」（1993年4月-5月、TBS）
- ひとつ屋根の下（1993年4月-6月、フジテレビ） - 柏木小梅 役
- お願いデーモン!（1993年11月-12月、フジテレビ） - 出門明日美 役
- 三軒目の誘惑（1994年4月-6月、読売テレビ） - 千種千洋 役
- 異人館通りの聖夜-1995年のクリスマスツリー-（1995年10月-12月、毎日放送） - 長浜瑞希 役
- はみだし刑事情熱系シリーズ（1996年-2004年、テレビ朝日） - 杉浦幸恵 役
- 忠臣蔵（1996年10月-12月、フジテレビ） - お艶 役
- 連続テレビ小説「あぐり」（1997年4月-10月、NHK） - 池田諒子 役
- ひとつ屋根の下2 （1997年4月-6月、フジテレビ） - 柏木小梅 役
- 智子と知子（1997年7月-9月、TBS） - 石坂佳奈 役
- 幻想ミッドナイト 第3話「風が吹いたら桶屋がもうかる」（1997年10月19日、テレビ朝日） - 宇田川オリエ 役
- めぐり逢い（1998年4月-6月、TBS） - 原田菜穂子 役
- shin-D「恋は桃色」（1998年8月、日本テレビ）
- 剣客商売シリーズ1-3（1998・1999・2001年、フジテレビ） - 佐々木三冬 役
- 女医（1999年、日本テレビ系） - 花隈綾乃 役
- 京都迷宮案内シリーズ2-5（2000・2001・2002・2003年、テレビ朝日） - 森田悦子 役
- 新・南部大吉交番日記（2000年1月-2月、NHK）
- ウエディングプランナー SWEETデリバリー 第6話（2002年、フジテレビ） - 吉木真由子 役
- 女と男と物語 第7回（2003年2月22日、ABC） - 高木久美子 役
- 永遠の君へ（2004年、東海テレビ） - 主役:真島春生 役
- 忠臣蔵（2004年、テレビ朝日） - 清水一角の恋人・お信 役
- トップキャスター 第1話（2006年4月-6月、フジテレビ） - 加山聡子 役
- 誰よりもママを愛す 第8話（2006年、TBS） - ピンコの妹 役
- 連続テレビ小説「芋たこなんきん」（2006年10月-2007年3月、NHK） - 花岡写真館隣のカフェの女給・鶴子 役
- 遠山の金さん 第7話（2007年3月6日、テレビ朝日） - おたえ 役
- よろずや平四郎活人剣 第1話（2007年4月20日、テレビ東京） - おてる 役
- 大路恵美京都へおこしやす!（2008年、TBS） - 花村彩乃 役
- 水戸黄門 第38部、第22話『俺の姉に手を出すな・小田原』（2008年6月16日、TBS） - さよ 役
- 相棒（テレビ朝日） 
  - season7第8話「レベル4〜前篇」･ 第9話「レベル4〜後篇」（2008年12月10日･12月17日）- 国立微生物研究所 長峰千沙子 役
  - season17第13話「10億分の1」（2019年1月30日）- 橋本美由紀 役
- チーム・バチスタ2 ジェネラル・ルージュの凱旋 第6話「後遺症」（2010年5月11日、フジテレビ） - 山崎智子役
- 島の先生 第2・最終話（2013年6月1・29日、NHK） - 安藤春江 役
- 鴨、京都へ行く。-老舗旅館の女将日記- 最終話（2013年6月18日、フジテレビ） - 溝口栞 役
- DOCTORS2〜最強の名医〜 第4話（2013年8月1日、テレビ朝日） - 河合とも子 役
- 慰謝料弁護士〜あなたの涙、お金に変えましょう〜 第11・最終話（2014年3月20・27日、読売テレビ） - 本条やよい 役
- ゼロの真実〜監察医・松本真央〜 第4話（2014年8月7日、テレビ朝日） - 竹下こずえ 役
- 大岡越前2 第7話（2014年11月14日、NHK BSプレミアム） - 香織 役
- 科捜研の女（テレビ朝日）
  - 科捜研の女 第15シリーズ第1話「煉瓦の家」（2015年10月15日）- 栄村郁子 役
  - 科捜研の女 第19シリーズ第20話「納豆菌の女VS乳酸菌の女」（2019年11月14日）- 長内花野 役
- マネーの天使〜あなたのお金、取り戻します!〜 第5話（2016年2月4日、読売テレビ） - 真野杏奈 役
- 警視庁・捜査一課長 第3話（2016年4月28日、テレビ朝日） - 牧野由梨 役
- 新・ミナミの帝王 THE KING OF MINAMI（テレビドラマ版）第13話「光と影」（2017年1月14日、関西テレビ） - 斉藤晴美 役
- 立花登青春手控え 第2シリーズ 最終回（2017年5月26日 、NHK）- おえん 役
- 遺留捜査 第4シーズン 最終話 「糸村最後の3分間!! 祝儀泥棒の母が集めた涙のレシート!?」（2017年9月14日、テレビ朝日）- 海老名史香 役
- 集団左遷!! 第8話（2019年6月9日、TBS）- 金村美和 役
- ケイジとケンジ、時々ハンジ。 第6話（2023年5月18日、テレビ朝日）- 松原史緒里 役

### 単発・スペシャルドラマ
- 子どもパビリオン　キッドストリート〔5〕初恋100% (1991年3月29日、NHK）
- 代紋TAKE2〔7〕〜激突!木更津戦争〜（1997年2月9日、日本テレビ） - 松田さやか 役
- 太陽にほえろ!2001（2001年11月30日、日本テレビ） - 浅川真美 役
- 忠臣蔵〜決断の時（2003年1月1日、テレビ東京） - 塩山家女中・お杉 役
- 女の一代記「悪女の一生〜芝居と結婚した女優 杉村春子の生涯〜」（2005年11月26日、フジテレビ） - 森本和歌子 役
- DRAMA COMPLEX「終戦記念特別ドラマ・ひめゆり隊と同じ戦火を生きた少女の記録 最後のナイチンゲール」（2006年8月22日、日本テレビ） - 防空壕の中で出産する妊婦役
- 鬼平犯科帳スペシャル 一本眉（2007年4月6日、フジテレビ） - おみち役
- 私が初めて創ったドラマ「父、帰る。」（2009年3月22日、NHK-BShi）
- 春さらば〜おばあちゃん天国に財布はいらないよ〜（2009年3月25日、テレビ東京） - 長浜祥子役
- 松本清張没後20年特別企画・危険な斜面（2012年9月30日、フジテレビ） - 秋場知子役
- 泣いたらアカンで通天閣（2013年3月25日 - 27日、読売テレビ） - 佐藤美加役
- ガリレオXX 内海薫最後の事件 愚弄ぶ（2013年6月22日、フジテレビ） - 岩見千加子 役
- こうのとりのゆりかご〜「赤ちゃんポスト」の6年間と救われた92の命の未来〜（2013年11月25日、TBS） - 保の養母 役
- NHK正月時代劇 桜ほうさら（2014年1月1日、NHK） - お秀 役
- BSフジ開局15周年記念特番・オリジナル時代劇 藤沢周平 新ドラマシリーズ（時代劇専門チャンネル・BSフジ・東映）
  - 『三屋清左衛門残日録』（2016年2月6日）- おみよ 役
  - 『三屋清左衛門残日録・完結篇』（2017年2月11日）- おみよ 役
- ドラマスペシャル 死命〜刑事のタイムリミット〜（2019年5月19日、テレビ朝日） - 蒼井由美子 役
- 警視庁・捜査一課長 新作スペシャルⅡ（2019年7月14日、テレビ朝日） - 臼井早智子 役

### 二時間枠サスペンスドラマ
- 月曜ドラマスペシャル（TBS）
  - うちのママは賭博師（1990年6月11日）※ドラマ初出演作品
- 月曜名作劇場（TBS）
  - 駅弁刑事・神保徳之助10 近江八幡人情編〜血で染まる琵琶湖！女性政治家と殺人者…美しすぎる二人を繋ぐ手作りのブローチ！誰にも言えない！15年前の惨劇（2016年5月2日）- 平田まどか 役
  - はぐれ署長の殺人急行2 秩父SL迷宮ダイヤ（2017年6月26日）- 石倉加奈子 役
  - 赤かぶ検事奮戦記7「3億宝くじ強盗殺人事件！」（2017年11月13日）- 今村咲恵 役
- 火曜サスペンス劇場（日本テレビ）
  - 警部補 佃次郎8 女たちの事情（1999年7月27日）- 小谷理絵 役
  - 2000年新春スペシャル 外科医・有森冴子『母…』（2000年1月4日）
  - 軽井沢ミステリー6 巣立ち（2004年11月2日）- 田辺亜希 役
- 金曜エンタテイメント （フジテレビ）
  - 浅見光彦シリーズ7 恐山殺人事件（1998年11月20日） - 藤波紹子 役
  - ほんとにあった怖い話「社内怪報」（1999年8月27日） - 柏木萌子 役
  - ミステリー作家 小春センセイの事件簿1（2000年9月22日） - 片岡智子（社長夫人）役
  - 西村京太郎サスペンス お局探偵亜木子&みどりの旅情事件帳6（2003年6月6日） - 宮口麻子（女将）役
  - 西村京太郎スペシャル 十津川警部夫人の旅情殺人推理3（2005年3月25日） - 合田可奈子 役
- 金曜プレステージ （フジテレビ）
  - Dr.検事モロハシ（2012年3月23日） - 尾崎裕子 役
  - 西村京太郎スペシャル 十津川警部の「初恋」（2013年6月21日）- 神奈川信用金庫湯河原支店 支店長代理 遠山淳子役
  - 名探偵 神津恭介「影なき女」（2014年3月14日） - 沢村静香 役
- 赤と黒のゲキジョー （フジテレビ）
  - 検事・霞夕子7 〜死人に口あり〜（2014年10月17日） - 小泉理恵子 役
- 土曜ワイド劇場（テレビ朝日）
  - 女弁護士 朝吹里矢子13　選ばれた「衝動殺人」（1992年12月26日）
  - 牟田刑事官事件ファイル30「横浜－沖縄、二度殺された不思議な死体」（2001年9月1日） - 金城美穂 役
  - 新・赤かぶ検事奮戦記14 愛と憎しみのダブル誘拐殺人事件!（2002年10月19日 ABC） - 須崎まゆみ（ホステス）役
  - 温泉若おかみの殺人推理14「南紀白浜夕焼け小焼け復讐の連続殺人」（2004年5月1日）
  - 走る!国選弁護人〜完全黙秘 （2004年8月21日、ABC） - 広岡歩 役
  - 火災調査官・紅蓮次郎5「雪が燃える?工場大爆発トリック!」（2005年11月5日） - 赤嶺玲子 役
  - 西村京太郎トラベルミステリー52「密室列車・特急かもしか 途中下車連続殺人!」（2009年9月26日） - 朝倉多紀 役
  - 法医学教室の事件ファイル32（2011年1月22日） - 倉田智子 役
  - ショカツの女〜新宿西署・刑事課強行犯係7「消えた2億円のダイヤと完全犯罪!」（2013年2月16日、ABC） - 北川美保 役
  - 温泉若おかみの殺人推理25「鹿児島指宿～フルムーン旅行連続殺人!!」（2013年5月4日） - 渡辺亜希子 役
  - 温泉 (秘) 大作戦13「仙台・秋保温泉に蘇る怨讐の殺意！エリート医師の野望と謎の宿泊者たち!! 究極のおもてなしが真実を暴く！」（2014年3月29日） - 石森可奈子 役
  - 検事・朝日奈耀子15「蕎麦を食べたら3億円!?財産狙いの妻達を襲うヒマワリ発火トリック!!」（2014年5月24日） - 滝口千賀 役
  - 監察官・羽生宗一2「毒ハブと呼ばれる男!!刑事殺しに疑惑あり!?悪女が受け継ぐ死者の脅迫…」（2014年11月1日） - 井上真由美 役
  - タクシードライバーの推理日誌36「地図を失くした乗客・北陸金沢～よく喋る死体の死亡推定時刻トリック!?」（2014年12月13日） - 夏川みずほ 役
  - 西村京太郎トラベルミステリー63「長野新幹線〜飯山線 湯けむり殺人ルート!」（2015年1月10日） - 武田梢 役
  - 京都美食タクシー殺人レシピ（2015年6月13日） - 谷弘美 役
  - 広域警察6（2015年6月27日） - 中原弘美 役
  - 司法教官・穂高美子4（2015年10月31日） - 村越貴代 役
- 日曜ワイド （テレビ朝日）
  - 管理官 明石美和子 十四番目に来た女（2018年3月4日） - 岡沢有希 役
  - 写楽ホーム凸凹探偵団（2018年3月18日） - 扇摩弥 役
- 女と愛とミステリー （テレビ東京）
  - 西村京太郎スペシャル 亀井刑事・十津川警部 トラベルサスペンス日本一周「旅号」殺人事件（2003年4月23日） - 和田由紀 役
  - 温泉仲居探偵の事件簿2 宵待ち草殺人事件（2003年10月15日） - 美千代（芸者）役
  - 警視庁心理分析捜査官・崎山知子2 雨に歪む女の殺意（2004年6月23日） - 上原麻奈 役
  - 信濃のコロンボ事件ファイル6 軽井沢殺人事件（2004年9月8日） - 野本美貴 役
- 水曜ミステリー9 （テレビ東京）
  - 捜査検事・近松茂道5（2005年6月15日） - 細見真子 役
  - ハマの子宝先生24時 殺意の産声（2006年7月12日） - 沢口美奈 役
  - 芸者小春姐さんスペシャル奮闘記 宵待草殺人事件（2006年12月27日） - 彦乃（芸者）役
  - 法廷荒らし 弁護士 猪狩文助（2007年11月21日） - 本間景子（被害者）役
  - 監察医・篠宮葉月 死体は語る10（2011年12月7日） - 川端明子 役
  - 作家探偵・山村美紗2 京都紅葉寺殺人事件〜秋の七草の秘密〜（2012年12月19日） - 奥平徳子 役
  - 温泉女将ふたりの事件簿3（2014年1月22日） - 柏木亜矢 役
  - 信州山岳刑事 道原伝吉2 北アルプス殺人行（2014年5月28日） - 佐久間あや 役
  - 奥多摩駐在刑事3（2015年9月16日） - 神木春美 役
- 月曜プレミア8 （テレビ東京）
  - 再雇用警察官4（2022年7月4日） - 松坂由紀 役
  - 内田康夫サスペンス 浅見光彦 源氏物語殺人事件（2022年12月12日）- 曾宮華江 役[3]

### 海外ドラマ（吹き替え）
- IRIS-アイリス-（2010年、TBS） - ヤン・ジョンイン 役

### バラエティほか
- SMAP×SMAP（関西テレビ・フジテレビ、「Gショック」）
- FNS番組対抗!春秋の祭典スペシャル（1997年3月26日、フジテレビ）『ひとつ屋根の下2』チームとして
- NHK新人演芸大賞（1999年11月3日、NHK） - レポーター
- 世界ウルルン滞在記（1996年2月18日（ルーマニア）・2000年6月4日（トルコ）、毎日放送）
- 大路恵美の美食巡礼（全4回）（2000年11月・2001年3月、京都チャンネル）
- 百万馬力（発熱!猿人ショー）（2003年、ABC）
- 上沼恵美子のおしゃべりクッキング（2007年3月、ABC）
- 経済ドキュメンタリードラマ ルビコンの決断（2009年7月16日・2010年2月11日、テレビ東京）
- 朝だ!生です旅サラダ（2010年4月、ABC）4月マンスリーゲスト（中国）
- CATVネットワーク 〜すばらしき私の街〜（2011年12月、NHK BSプレミアム）
- ココロ部!「ぼくらの村の未来」（2016年4月7日、NHK Eテレ）

### CM
- カネボウ「プロテインマイルド」（1994年）
- 花王「エクス・ケア」（1995年）
- チョーヤ「ウメビアン」（1997年）
- 日本生命（2014年）

### 映画
- ひめゆりの塔（1995年・東宝） - 神谷トシ 役
- ふるさとをください（2009年・きょうされん30周年記念映画） - 主演・片倉千草 役

### ラジオ
- オーディオドラマ FMシアター（NHK-FM）
  - 「後悔の呪文：タラレバ屋でございっ」（2000年1月8日） - みちる 役
  - 「パズル」（2006年2月4日）
  - 「はじまらないティータイム」（2008年4月19日） - 佐智子 役
  - 「嵐のマドリード」（2008年9月27日） - アルランサ公爵夫人 役
  - 「飛ばせハイウェイ、飛ばせ人生」（2011年4月16日）
  - 「優雅な食卓」（2011年4月23日） - 依里香 役
  - 「紫のチューリップ」（2014年6月21日） - 武井真矢 役
  - 「蛍の光　窓に雨」（2017年5月27日） - 高橋双葉 役
  - 「スイートメモリーズ」（2023年6月17日）
- オーディオドラマ 青春アドベンチャー（NHK-FM）
  - 「インテリア・ライフ」（全10回、2003年12月）
  - 「アクア・ライフ」（全10回、2005年11月）
  - 「ボディ・ライフ」（全10回、2007年10-11月）
  - 「ナンバー・ライフ」（全10回、2007年11月）
  - 「カラー・ライフ」（全10回、2012年5月）
  - 「幻坂」（全10回、2014年3月）
- 京極夏彦ラジオドラマ 『百器徒然袋』「五徳猫」（2007年1月、ABC） - 奈美木セツ 役

### 舞台
- ピカレスク黙阿弥（流山児★事務所、1998年）
- 四つの理由 （内場勝則ソロイベントUKシアター、2001年・2018年）
- スリー・テナーズ（Piper、2003年）
- ハンブルボーイ（G2、2004年）
- 姫が愛したダニ小僧〜Princess and Danny Boy〜（Piper、2005年）
- 影にいる男（松竹新喜劇、2005年）
- 火葬（らくだ工務店、2012年）
- FOLKER（2025年）[4]

## 出版物

### 執筆
- リレーエッセー『風の色』（しんぶん赤旗日曜版・2006年4月～）

### グラビア
- 『MARCO POLO』1993年6月号（文藝春秋）
- 「ニュースな女たち」（撮影:篠山紀信）『週刊SPA!』1993年8月4日号（扶桑社）
- 『週刊プレイボーイ』1997年4月29日号（集英社）
- 『週刊プレイボーイ』1999年9月14日号（集英社）

### その他
- 『全国革新懇ニュース』2003年10月号（平和・民主・革新の日本をめざす全国の会（全国革新懇）・2003年10月）
- 『憲法と平和と私〜21人の発言』（平和・民主・革新の日本をめざす全国の会（全国革新懇）・2005年11月）